# Dudczany
Dudczany (ukr. Дудчани) – wieś na Ukrainie, w obwodzie chersońskim, w rejonie berysławskim. W 2001 liczyła 2102 mieszkańców, spośród których 2016 posługiwało się językiem ukraińskim, 59 rosyjskim, 4 mołdawskim, 13 ormiańskim, 2 gagauskim, a 7 innym.